# De Marotte

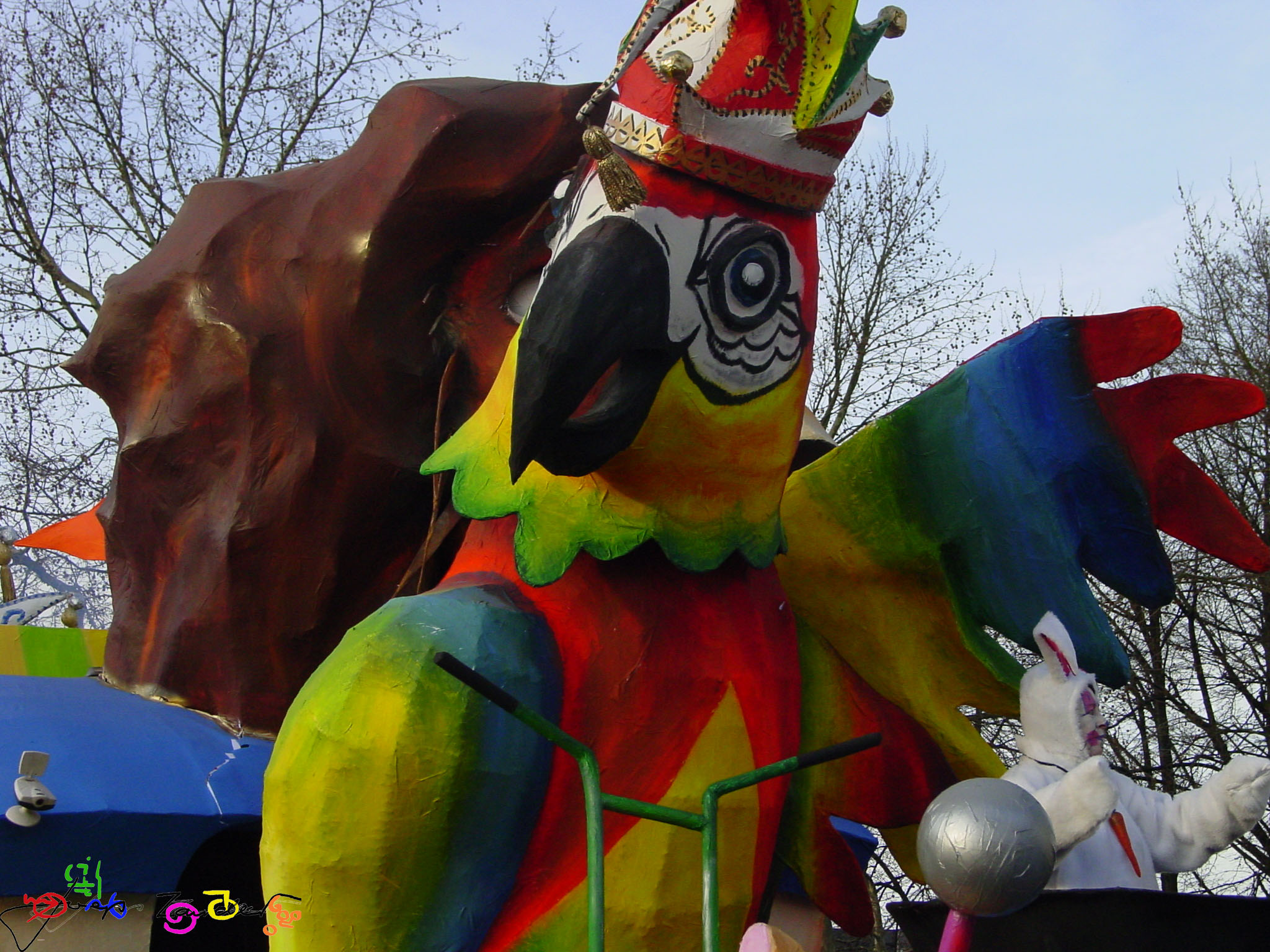
Carnavalsverenigingen hebben dikwijls hun eigen persorganen. Dat van de Sittardse Marotte heet de Pappegey (Papegaai). Hier op een wagen in de optocht van 2008

De Marotte of Marotte Zitterd is de oudste carnavalsvereniging van Sittard. De vereniging is in 1881 opgericht. De officiële naam luidde destijds "Carnavals Sociëteit De Marotte te Sittard". Claudius Kamps is vermoedelijk de eerste vorst (president) van de vereniging. Marotte is een ander woord voor zotskolf of narrestok.
Naast het organiseren van een carnavalsoptocht hield men zich bezig met het inzamelen van geld voor de armen. Tijdens de optocht werd er een collecte gehouden. De eerste door De Marotte georganiseerde optocht werd op 20 februari 1882 (carnavalsmaandag) gehouden. In het seizien 1898/1899 werd er ook een blaaskapel opgericht, De Marottekapel, om de carnavalszittingen muzikaal te omlijsten.
Tegenwoordig is de organisatie van de grote carnavalsoptocht (op carnavalszondag) en de kinderoptocht (1 week voor carnavalszondag) in handen van het Optoch Kommitee Zitterd. Zij namen in 1963 deze taak over van De Marotte. Kenmerkend voor de Sittardse optocht zijn de grote praalwagens. De gemeente Sittard-Geleen heeft hiertoe een grote loods ter beschikking gesteld aan de vele carnavalsverenigingen die de wagens bouwen.

## De Stadsprins
De stadsprins regeert in tegenstelling tot vele andere carnavalsverenigingen een heel jaar. Na zijn bekendmaking om 11 minuten over 11 op de "Oetruipingsaovend" of de uitroepingsavond (de eerste zaterdag van het jaar, of soms een week later als oud-en-nieuw in het eerste weekend valt) is op zondag het open huis. Genodigden en verenigingen krijgen op deze dag de mogelijkheid om de toekomstige stadsprins aan huis te feliciteren. De stadsprins verschijnt op deze avond dus niet op het toneel.
Afhankelijk van de lengte van het seizoen zal de nieuw uitgeroepen stadsprins 1 tot 3 weken later geïnstalleerd worden op de traditionele "Insjtellase Zitting". Op deze avond wordt de tot op dat moment regerend stadsprins 'geplukt' oftewel ontdaan van zijn versierselen. Aansluitend zal de net afgetreden stadsprins op een ludieke manier opgenomen worden bij de oud prinsen. Wanneer dit gebeurd is, zal de nieuwe stadsprins opgebracht worden door vrienden en familie, om tot slot door de Vorst Marot officieel geïnstalleerd te worden tot nieuwe stadsprins van Sittard